# Vito De Bellis
Vito De Bellis (Gioia del Colle, agosto 1855 – Roma, 28 dicembre 1928) è stato un politico italiano.

## Biografia
Diplomatosi in ragioneria a Milano, frequentò la scuola superiore di commercio a Marsiglia per poi tornare nel paese natio e lavorare come contabile.
Fu eletto deputato per la prima volta nel 1895 ed occupò un seggio alla Camera fino al 1919. Esponente della sinistra costituzionale, era legato a Giuseppe Zanardelli e soprattutto a Giovanni Giolitti, di cui si vantava d'essere amico personale.
Le modalità con cui venne eletto deputato nel collegio di Gioia del Colle alle elezioni del 1909 vennero citate, come esempio di attività politica moralmente deprecabile, da Gaetano Salvemini nella sua opera Il ministro della malavita.
Durante la prima guerra mondiale, fu neutralista e rimase all'opposizione del secondo governo Salandra.
Alle elezioni del 1919 non riuscì ad essere eletto. Due anni dopo ripresentò la propria candidatura sia a Foggia che a Bari, venendo eletto in entrambe le circostrizioni: fu però costretto ad optare per la seconda, giacché il suo avversario Salandra aveva accettato di capeggiare la lista ispirata da Giolitti a patto che De Bellis ne fosse escluso.
Votò la fiducia al governo Mussolini.
Nel 1924 non trovò nessuna lista disposta a candidarlo e dovette rinunciare al seggio parlamentare: da quel momento in poi non svolse più alcuna attività politica.